# Alyssa Edwards

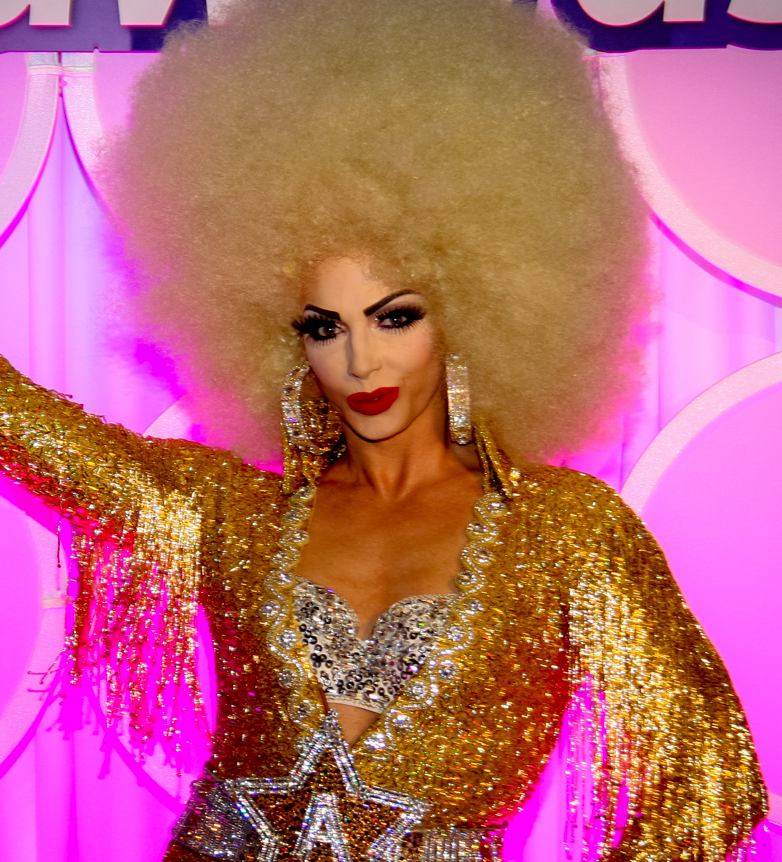
Alyssa Edwards im April 2017

Alyssa Edwards (* 16. Januar 1980; bürgerlich: Justin Dwayne Lee Johnson) ist eine US-amerikanische Dragqueen, Tanzlehrer und Comedian. Edwards ist vor allem für ihre Teilnahme an RuPaul's Drag Race bekannt.

## Leben
Johnson wählte den Künstlernamen Alyssa Edwards als Hommage an Alyssa Milano und seine Drag-Mutter Laken Edwards. Johnson ist Teil der Drag-Familie House of Edwards und Drag-Mutter von Shangela Laquifa Wadley.
Johnson war 2008 im vielfach ausgezeichneten Dokumentarfilm Pageant zu sehen. Der Film porträtiert fünf Männer, die am 34. Miss Gay America Wettbewerb im Jahr 2006 teilnehmen. Johnson war in den 2000er Jahren Teilnehmer in einer Vielzahl von Schönheitswettbewerben. Am 9. Dezember 2010 wurde Johnson der Titel Miss Gay America 2010 entzogen, weil er Geschäfte im Widerspruch zu Verpflichtungen gegenüber der Miss Gay America Organisation durchführte. Coco Montrese ersetzte daraufhin Johnson als Sieger. Im selben Jahr wurde Johnson auch der Titel als All American Goddess aberkannt.
Im November 2012 gab der US-amerikanische TV-Sender Logo bekannt, dass Edwards zu den 14 Dragqueens gehört, die an der fünften Staffel von RuPaul’s Drag Race teilnehmen. Edwards sang im Rahmen der Show gemeinsam mit anderen Teilnehmern den von We Are the World inspirierten Song Can I Get an Amen?, dessen Erlös dem Los Angeles Gay and Lesbian Center zukam. Edwards schied in der neunten Folge aus und belegte den sechsten Platz. Als Markenzeichen von Alyssa Edwards etablierte sich ihr sogenannter Tongue Pop. Dies greift sie auch in ihrem 2016 veröffentlichten Song Tongue Pop the Halls! auf.
Von 2013 bis 2017 war Edwards vier Jahre lang Hauptakteur der Web-Serie Alyssa's Secret. 2016 nahm Edwards gemeinsam mit neun anderen Dragqueens an der zweiten Staffel von RuPaul's Drag Race: All Stars teil und belegte den fünften Platz. Ebenfalls 2016 war Johnson in einer Nebenrolle als Ambrosia Salad im Spielfilm Hurricane Bianca an der Seite von Bianca Del Rio zu sehen. Zwei Jahre später folgte ein erneutes Engagement in der Fortsetzung Hurricane Bianca 2: From Russia With Hate.
Im Oktober 2018 erhielt Johnson unter dem Titel Dancing Queen seine eigene, acht Episoden umfassende Reality-TV-Sendung auf Netflix. Die Serie greift vor allem Johnsons Arbeit als Gründer der Beyond Belief Dance Company in Mesquite, Texas auf. Im gleichen Jahr wirkte er als Choreograf in einer Folge der zehnten Staffel von RuPaul's Drag Race mit.

## Filmografie (Auswahl)
- 2008: Pageant
- 2013–2018: RuPaul's Drag Race
- 2015–2016: Skin Wars (zwei Episoden)
- 2016: RuPaul's Drag Race: All Stars
- 2016: Hurricane Bianca
- 2018: Hurricane Bianca 2: From Russia With Hate
- 2018: Dancing Queen (acht Episoden)